# John M. Lovett
Pour les articles homonymes, voir Lovett.
John Michael Lovett (4 juillet 1943 à Melbourne –  30 octobre 2003 à Melbourne) était le 6e président du Comité international des sports des sourds (CISS).

## Biographie et carrière
Il n'a jamais été sportif professionnel, mais sa femme Jill Diana a participé aux Deaflympics d'été de 1965.
Il accède à la présidence du Comité international des sports des sourds en 1995 et décède le 30 octobre 2003 d'une leucémie.
John Lovett représentait les aspirations de la communauté sourde au Australie; il existe aujourd'hui une Coupe John M Lovett.

## Distinctions et récompenses
- Médaille d'honneur en Argent de Deaflympics en 1985[8]
- Médaille d'honneur en Or de Deaflympics en 1993[8]
- Prix Edward Miner Gallaudet Award par l'Université Gallaudet en 1999[9]